# Præsidentvalget i USA 1796
Præsidentvalget i USA 1796 var det tredje præsidentvalg i USA. Det blev afholdt fra fredag den 4. november til onsdag den 7. december 1796. Det var det første omstridte amerikanske præsidentvalg og det første præsidentvalg, hvor politiske partier spillede en dominerende rolle. Den siddende vicepræsident John Adams fra Føderalistpartiet besejrede den tidligere udenrigsminister Thomas Jefferson fra Det Demokratisk-republikanske parti.
Da den siddende præsident George Washington havde nægtet at genopstille til en tredje embedsperiode, blev valget i 1796 det første amerikanske præsidentvalg, hvor politiske partier konkurrerede om præsidentposten. Føderalisterne slog sig sammen bag Adams, mens de demokratisk-republikanske støttede Jefferson, selvom hvert parti opstillede flere kandidater. I henhold til de daværende gældende valgregler – der blev ændret med vedtagelsen af det tolvte forfatningstillæg i 1804 – afgav medlemmerne af valgkollegiet hver to stemmer, uden at de skelnede mellem valgmandsstemmer til præsident og vicepræsident. Den kandidat der modtog et flertal af valgmandsstemmerne blev valgt som præsident, mens kandidaten med næstflest valgmandsstemmer blev vicepræsident. I tilfælde af stemmelighed eller ingen af kandidaterne vandt et flertal, ville Repræsentanternes Hus afgøre valget ved afstemning. Såfremt valgmandskollegiet ikke fandt en vinder af vicepræsidentskabet, ville Senatet afgøre dette ved en afstemning.
Præsidentkampagnen i 1796 var en hård udkæmpet valgkampagne, hvor føderalisterne forsøgte at identificere de demokratisk-republikanske kandidater med den franske revolutions vold, mens de demokratisk-republikanske kandidater beskyldte føderalisterne for at favorisere monarkisme og aristokrati. Republikanerne forsøgte at forbinde Adams med de politikker, der blev udviklet af andre føderalister såsom Alexander Hamilton under Washington-administrationen, som de hævdede var for meget til fordel for Storbritannien og en centraliseret national regering. I udenrigspolitikken fordømte republikanerne føderalisterne over Jay-traktaten, som havde etableret en midlertidig fred med Storbritannien. Føderalister angreb Jeffersons moralske karakter og påstod, at han var ateist, og at han havde været en kujon under den amerikanske uafhængighedskrig. Adams-tilhængere anklagede også Jefferson for at være for pro-Frankrig. Denne anklage blev yderligere understreget, da den franske ambassadør bragte republikanerne i forlegenhed ved offentligt at støtte Jefferson og angribe føderalisterne lige før valget. På trods af fjendtligheden mellem deres respektive lejre førte hverken Adams eller Jefferson aktivt kampagne for præsidentposten.
Adams blev valgt til præsident med 71 valgmandsstemmer – én mere, end der var behov for opnå et flertal. Han vandt ved at vinde valgmandsstemmerne fra delstaterne i New England-området samt vinde stemmer fra flere andre svingstater. Jefferson fik 68 valgmandsstemmer og blev derpå valgt til vicepræsident. Den tidligere guvernør af South Carolina Thomas Pinckney – en føderalist – sluttede med 59 valgmandsstemmer, mens senator Aaron Burr – en demokratisk-republikaner fra New York – vandt 30 valgmandsstemmer. De resterende 48 valgmandsstemmer blev spredt blandt ni andre kandidater. Flere vælgere afgav én stemme til en føderalistisk kandidat og én til en demokratisk-republikaner. Valget markerede dannelsen af det såkaldte <i>First Party System</i>, som etablerede en rivalisering mellem det føderalistiske New England og de demokratisk-republikanske sydstater. Her fungerede delstaterne mellem New England og sydstaterne (særligt New York og Maryland), som afgørende svingstater.

## Primære kilder
- Cunningham, Noble E., Jr. udg. The Making of the American Party System 1789 til 1809 (1965), korte uddrag fra primære kilder
- Cunningham, Noble E., Jr., red. Cirkulære breve fra kongresmedlemmer til deres vælgere 1789-1829 (1978), 3 bind; politiske rapporter sendt af kongresmedlemmer til lokale aviser

## Yderligere læsning
- Encyclopedia of the New American Nation, 1754-1829 udg. af Paul Finkelman (2005), 1600 s.
- Banning, Lance . The Jeffersonian Persuasion: Evolution of a Party Ideology (1978)
- Chambers, William Nisbet, red. The First Party System (1972)
- Chambers, William Nisbet. Politiske partier i en ny nation: Den amerikanske oplevelse, 1776-1809 (1963)
- Charles, Joseph. The Origins of the American Party System (1956), genoptrykker artikler i William and Mary Quarterly
- Cunningham, Noble E., Jr. Jeffersonian Republicans: Dannelsen af partiorganisation: 1789–1801 (1957)
- Cunningham, Noble E., Jr., "John Beckley: An Early American Party Manager," William og Mary Quarterly, 13 (jan. 1956), 40-52, i JSTOR
- Dawson, Matthew Q. Partisanship and the Birth of America's Second Party, 1796-1800: Stop the Wheels of Government. Greenwood, (2000) onlineversion Arkiveret 6. juni 2009 hos  Wayback Machine
- DeConde, Alexander . "Washingtons farvel, den franske alliance og valget i 1796," Mississippi Valley Historical Review, Vol. 43, nr. 4 (mars. 1957), s. 641–658 i JSTOR
- Dinkin, Robert J. Kampagne i Amerika: En historie om valgpraksis. (Greenwood 1989) online version
- Elkins, Stanley og Eric McKitrick . The Age of Federalism (1995) onlineversion Arkiveret 5. maj 2012 hos  Wayback Machine, den meget detaljerede politiske standardhistorie fra 1790'erne
- Freeman, Joanne. "Præsidentvalget i 1796," i Richard Alan Ryerson, red. John Adams og republikkens grundlæggelse (2001).
- Miller, John C. The Federalist Era: 1789-1801 (1960).
- Pasley, Jeffrey L. The First Presidential Contest: 1796 and the Founding of American Democracy. Lawrence, KS: University Press of Kansas, 2013.
- Schlesinger, Arthur Meier, red. History of American Presidential Elections, 1789–1984 (Vol 1) (1986), essay og primære kilder om 1796
- Wood, Gordon S. Empire of Liberty: A History of the Early Republic, 1789–1815 (2009)

## Eksterne links
- Præsidentvalg i 1796: En ressourcevejledning fra Library of Congress
- Election of 1796 in Counting the Votes Arkiveret 13. januar 2015 hos  Wayback Machine